# SMV (banda)
SMV é uma superbanda, formada em 2008 pelos baixistas Stanley Clarke, Marcus Miller, e Victor Wooten. O nome é formado pelas iniciais de cada um deles. Lançaram um álbum, em 12 de Agosto de 2008, intitulado Thunder.